# USA:s invasion av Panama
Invasionen av Panama, kodnamn Operation Just Cause, inleddes den 20 december 1989 då USA invaderade Panama och avsatte Manuel Noriega. I operationen användes flyg som understöd för marktrupper och specialförband som sattes in för att tillfångata Noriega, med syftet att utlämna honom till USA där han var misstänkt för delaktighet i narkotikahandel.
Den officiella amerikanska motiveringen för invasionen gavs av president George H. W. Bush på morgonen den 20 december 1989, några timmar efter operationens början. I sitt uttalande uppgav Bush att Noriega hade deklarerat krigstillstånd mellan USA och Panama, och att han därmed hotade säkerheten för de cirka 35 000 amerikanska medborgare som då levde och arbetade där. Bush lyfte även fram attacker mot amerikanska trupper och bekämpande av narkotikahandel som ytterligare motivering för invasionen, då han menade att Panama hade blivit ett centrum för penningtvätt och en transitpunkt för narkotikahandel till USA och Europa.
Kongressmedlemmar och andra i det politiska etablissemanget i USA hävdade att Noriega hotade Panamakanalens neutralitet, och att USA enligt Torrijos-Carter-fördragen hade rätt att ingripa militärt för att skydda kanalen. Mobilisering av amerikanska trupper skedde bara några dagar efter att panamansk militär dödat en civilklädd amerikansk marinsoldat.

## Noriegas tillfångatagande
För att förhindra Noriegas eventuella flykt verkställde amerikanska Navy SEALs Operation Nifty Package, som innebar att man sänkte Noriegas båt och förstörde hans jetplan - en operation som resulterade i fyra dödade och nio skadade. Militära operationer fortsatte i flera veckor, främst mot militära enheter från den panamanska armén, men Noriega förblev på fri fot. Han misstänktes av de amerikanska styrkorna ha gömt sig på olika ambassader i Panama City, samtidigt som han lyckades hålla kortare anföranden via radio och uppmana sina supportrar att "segra eller dö." 
När Noriega insåg att han hade få utsikter i händelse av en massiv jakt, och med en belöning på 1 miljon dollar för tillfångatagande hängande över sig, sökte han och fick en fristad i Vatikanens diplomatiska beskickning i Panama City. Den amerikanska militären använde såväl psykologiska som diplomatiska påtryckningar mot Vatikanen, såsom ständiga, högljudda uppspelningar av rockmusik utanför byggnaden. Den efterföljande rapporten från den amerikanske försvarschefen hävdade att musiken främst användes för att förhindra att parabolmikrofoner användes för att avlyssna förhandlingar - och inte som ett psykologiskt vapen baserat på Noriegas förmodade avsky för rockmusik, som ryktet annars har gjort gällande. Noriega kapitulerade efter elva dagar av belägring till den amerikanska militären den 3 januari 1990. Han sattes omedelbart på ett flygplan och flögs till USA där han senare fängslades.

## Galleri

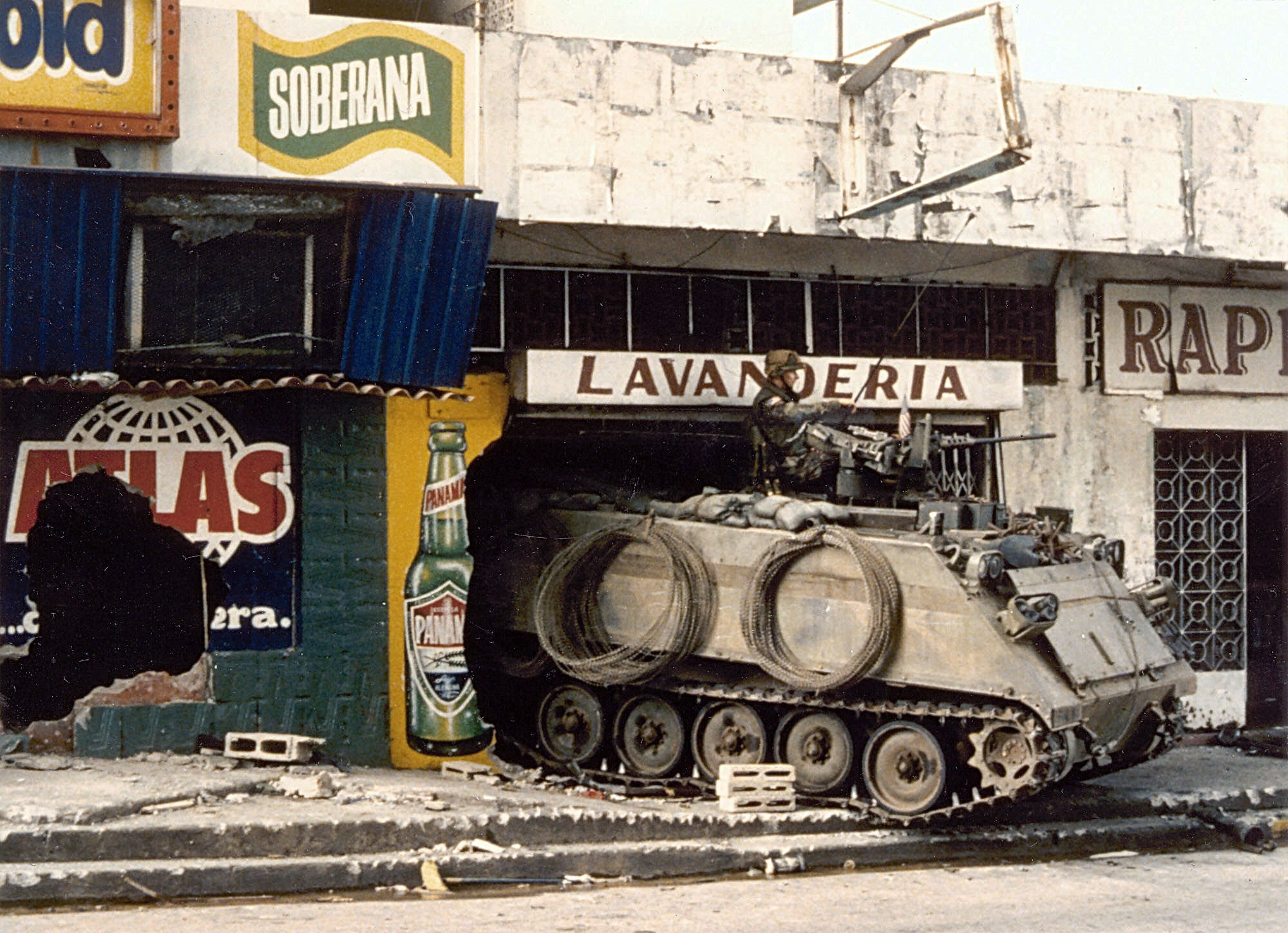
En M113 vaktar en gata nära Panamas försvarshögkvarter.
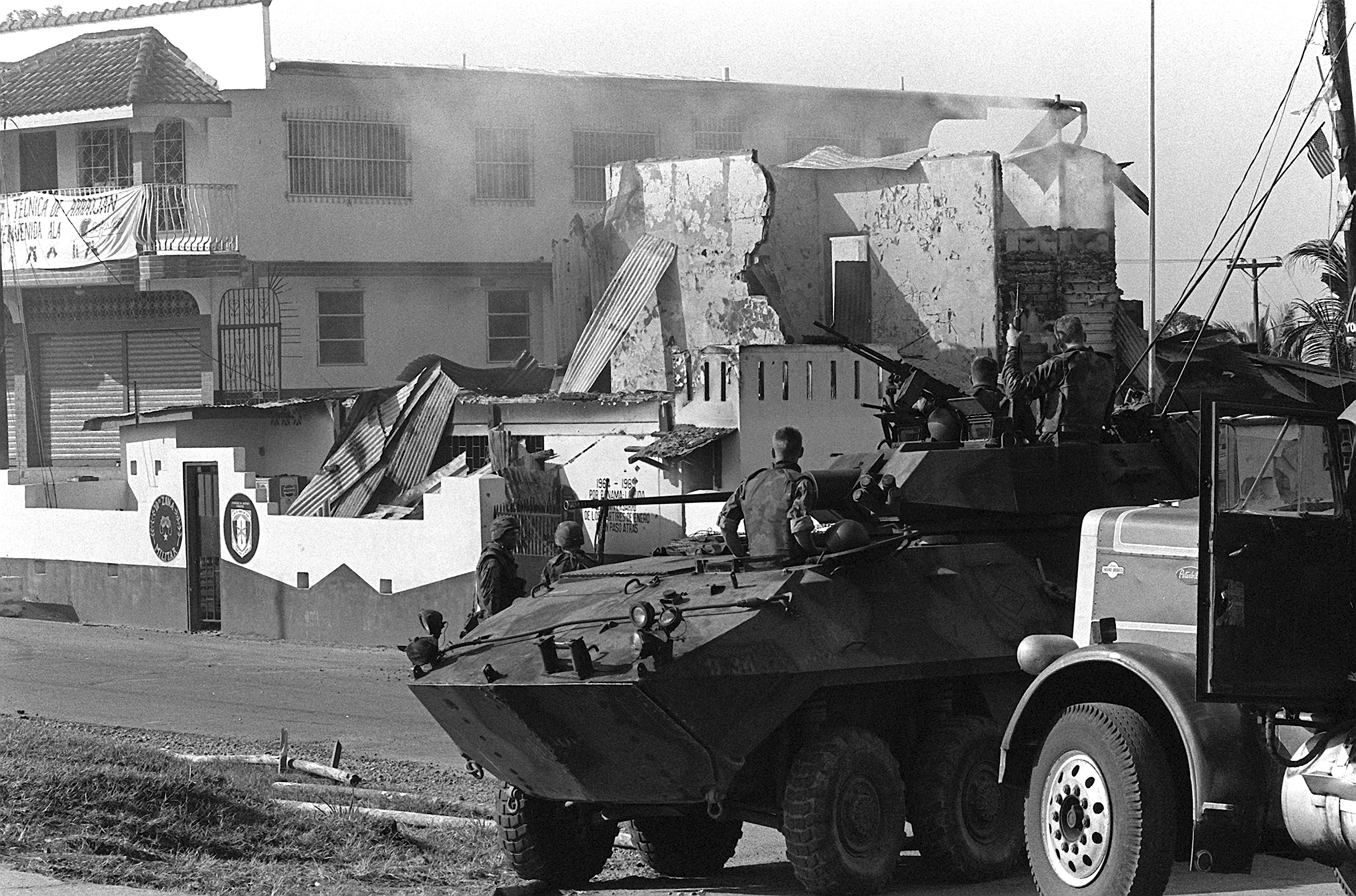
Amerikanska marinsoldater i en LAV-25  20 december 1989.
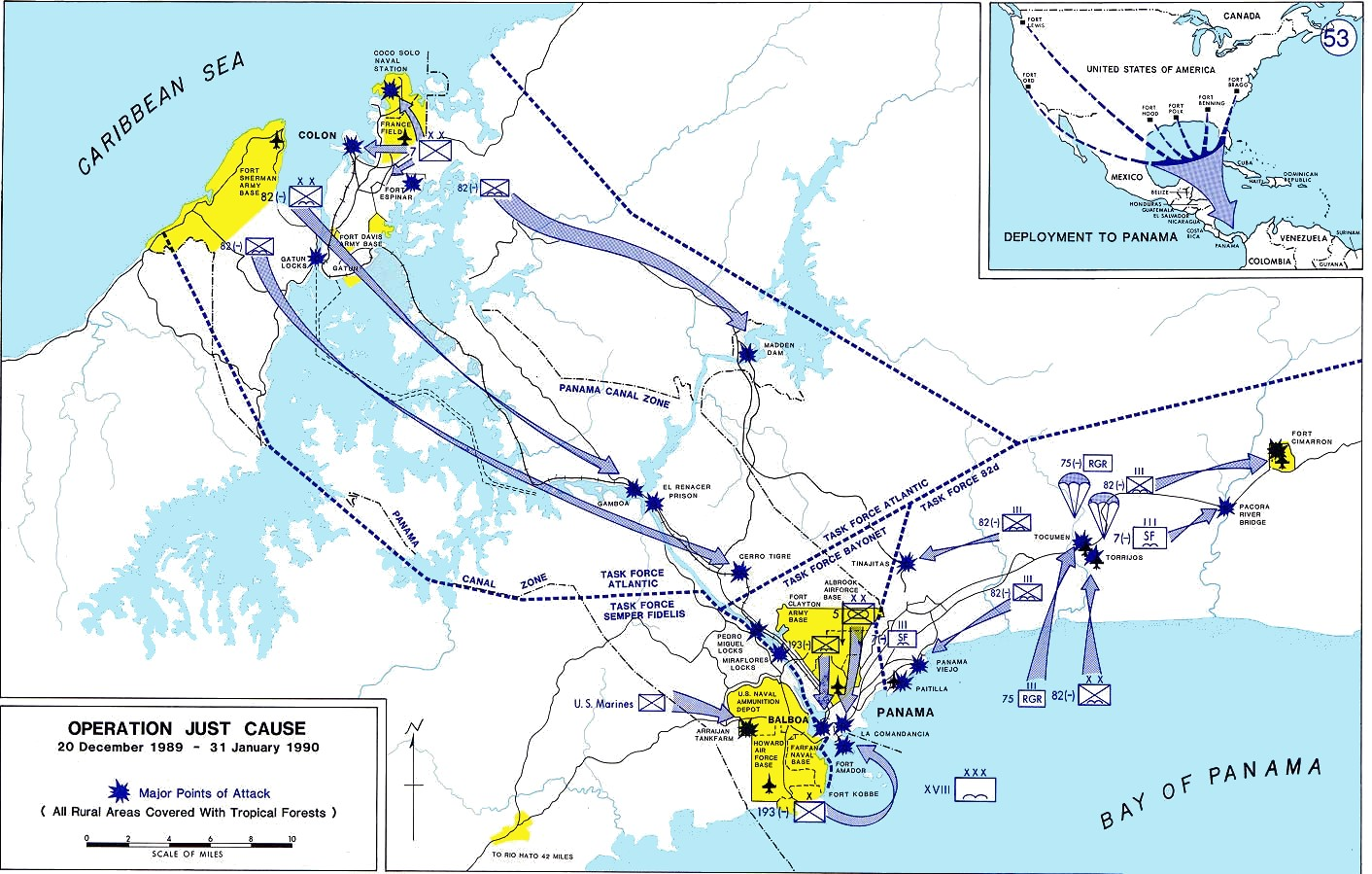
Strategisk plan över anfallet mot Panama.
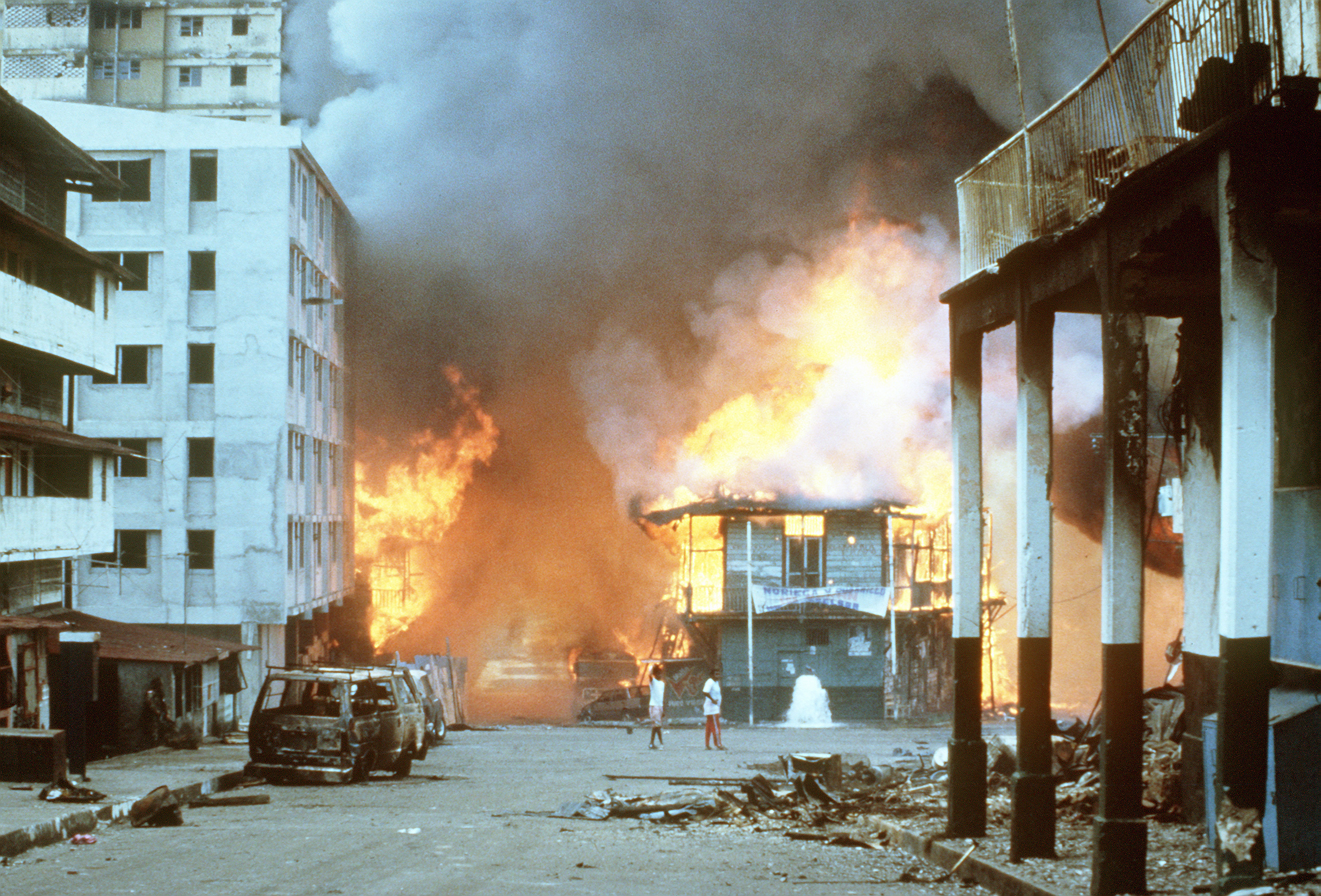
Brinnande hus i Panama
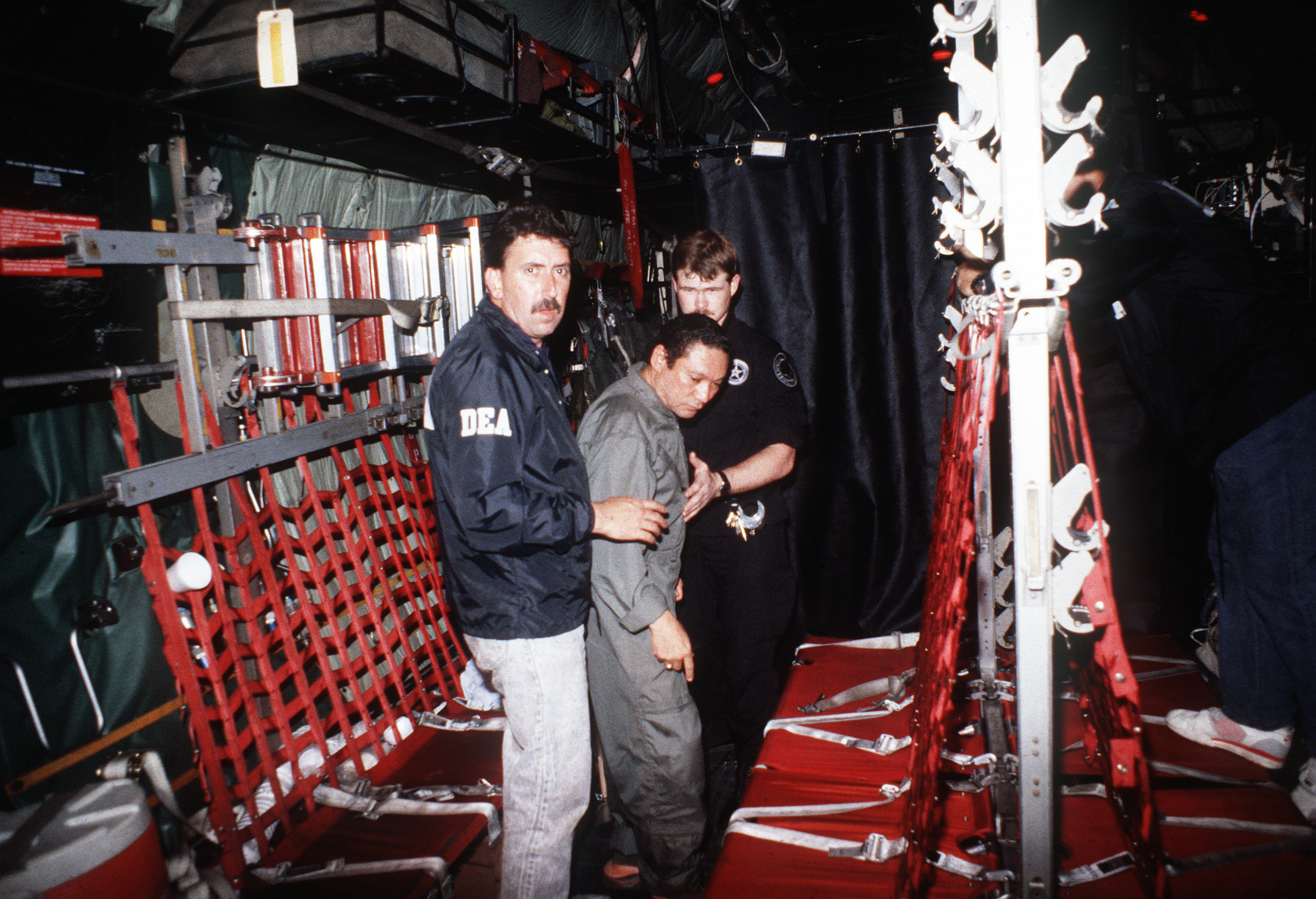
Noriega förs ombord på ett plan av personal från DEA.